# Wspólnota administracyjna Maitenbeth
Wspólnota administracyjna Maitenbeth – wspólnota administracyjna (niem. Verwaltungsgemeinschaft) w Niemczech, w kraju związkowym Bawaria, w rejencji Górna Bawaria, w regionie Südostoberbayern, w powiecie Mühldorf am Inn. Siedziba wspólnoty znajduje się w miejscowości Maitenbeth.
Wspólnota administracyjna zrzesza dwie gminy wiejskie (Gemeinde): 
- Maitenbeth, 1 924 mieszkańców, 30,94 km²
- Rechtmehring, 1 872 mieszkańców, 24,33 km²